# Brevik
59°03′20″N 009°41′45″Ø / 59.05556°N 9.69583°Ø
Brevik er en by i Porsgrunn kommune i Vestfold og Telemark fylke i Norge. Brevik var en selvstændig kommune frem til kommunesammenlægningen i 1964, da den – sammen med Eidanger og Porsgrunn – blev en ny kommune, som fik navnet Porsgrunn. Brevik er i dag en bydel i den store flerkerneby i Grenland, som også kaldes Porsgrunn/Skien.
Brevik brændte til aske i 1761, men blev genopbygget, og regnes som en af Norges bedst bevarede "sejlskibsbyer". Byen ligger yderst på Eidangerhalvøen ved Breviksbroen, som går over Frierfjorden til Bamble mod syd, og var tidligere en betydelig udskibningshavn for blandt andet is og trælast. I dag rummer Brevik en del industri, blandt andet Norges største cementfabrik, Norcem (tidligere Dalen Portland). I 2018 forårsagede Norcem 767.549 tons udslip af CO2. Man håber på, at et planlagt renseanlæg vil opfange halvdelen af udslippet.

## Jernbane
Brevik fik egen jernbanelinje – Brevikbanen – i 1895. Persontrafikken blev nedlagt i 1968, og jernbanesporet er senere, sammen med dele af stationsområdet, blevet nedrevet. I dag bliver kun dele af banen brugt til godstransport på strækningen fra Norcem til Porsgrunn.

## Post
Breviks første postkontor blev åbnet sommeren 1689. Grunden var, at der blev anlagt vej mellem Christiania og Kristiansand – hvor "aldrig Landevei været før". Med den nye vej blev Brevik et naturligt knudepunkt for posttrafikken i Sydnorge, og blev hovedpostkontor for hele Skiensfjorden. Fra Brevik til Arendal skulle postbønderne bruge 24 timer. I begyndelsen af 1800-tallet var det kun de fire største byer i Norge – Bergen, Trondheim, Kristiansand og Oslo – som havde større postomsætning end Brevik. Postkontoret blev nedlagt og erstattet af en "post-i-butik" i september 2001, efter mere end 300 års drift.